# نیرون
نیرون (به فرانسوی: Neyron) یک کمون در فرانسه است که در canton of Miribel واقع شده‌است.

## خصوصیات
نیرون ۵٫۴ کیلومترمربع مساحت و ۲٬۳۳۲ نفر جمعیت دارد و ۱۹۰ متر بالاتر از سطح دریا واقع شده‌است.